# Булгаковедение

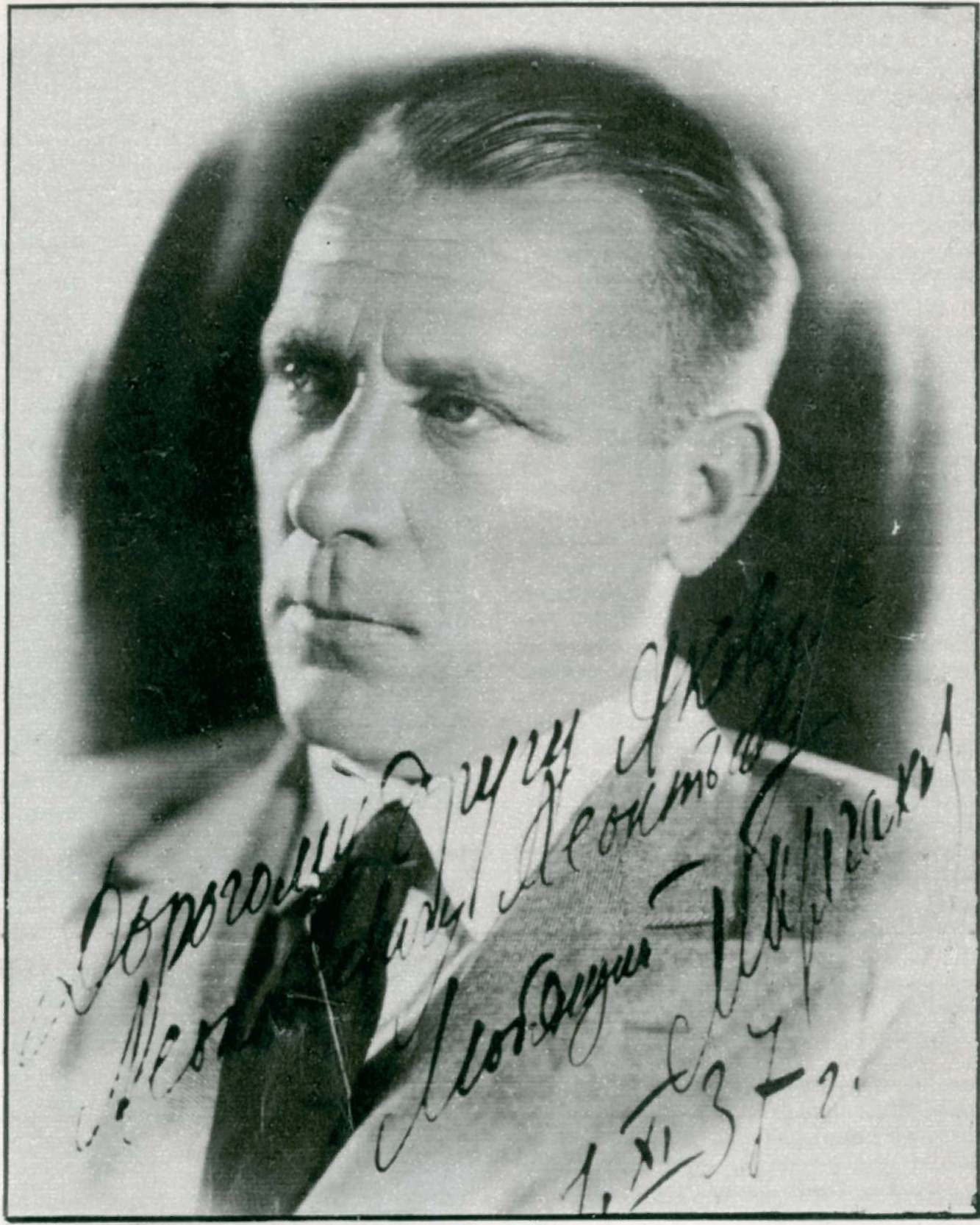
Михаил Булгаков

Булгакове́дение — отрасль литературоведения, сосредоточенная на изучении биографии и творчества русского писателя Михаила Афанасьевича Булгакова (1891—1940). Возникновение булгаковедения относится приблизительно к 1968 году.

## История
Первыми заявками на изучение творчества Михаила Булгакова стали рецензии Е. Сидорова в журнале «Юность» и В. Скобелева в журнале «Простор»; также было значительное количество рецензий и статей в советских и иностранных изданиях (В. Лакшина, И. Виноградова, Л. Скорино и других) о романе «Мастер и Маргарита», впервые напечатанном в журнале «Москва». За десятилетия изучения творчества Булгакова было опубликовано множество научных работ и других связанных произведений: заметок, комментариев, рецензий, пародий. Обо всех произведениях писателя было опубликовано не менее сотни монографий на русском, сербском, польском, английском, немецком, итальянском, французском языках.
Значительный объём материала позволяет исследователям указать, какие конкретно объекты послужили историческими прототипами для произведений.
Булгаковедение вышло на уровень обсуждения подходов к изучению булгаковского наследия. Авторов этих подходов можно условно разделить на «текстологистов» (М. Чудакова, В. Лосев, Г. Файман), которые комментируют рукописи, «театроведов» (А. Смелянский, А. Нинов, В. Гудкова, И. Ерыкалова, Т. Исмагулова), которые занимаются осмыслением театрального наследия, «мистицистов», описывающих роман «Мастер и Маргарита» в качестве систем астрологических (А. Кораблёв), масонских (М. Золотоносов, И. З. Белобровцева, С. Кульюс), языческих (Ф. Балонов), историко-эстетических (М. Чудакова, М. Петровский, В. Немцев, И.Л. Галинская, И. Бэлза, Г. Круговой, Б. Покровский, Г. Черникова, А. Вулис) шифров, «религиоведов» (D. J. Hunns, L. Muller, К. Мечик-Бланк, М. Јованович), считающих, что роман затрагивает христианский догмат, «поэтиков» (Е. Яблоков, В. Немцев, О. Кушлина, Ю. Смирнов, А. Казаркин), основывающие свои исследования на строе произведения, «биографистов» (М. Чудакова, А. Бурмистров, Б. Мягков, Е. С. Земская, В. Сахаров), описывающих историю и виды произведений, и наконец «прототипистов», которые ищут в тексте указания на исторические события и лица (А.Барков, Б.Соколов).
К прототипистам близки сторонники антиеврейской проблематики (М. Золотоносов), которые считают Булгакова выразителем «субкультуры русского антисемитизма». Сатанистскую линию, связанную с романом Мастера, обнаружили Н. Боков, П. Ильинский. Полный идейно-эстетический анализ романа дал практически сразу после публикации В. Я. Лакшин, выводы которого поддерживаются большинством современных булгаковедов. Автором первой в мировой литературе биографии писателя и единственным профессиональным текстологом главных его произведений является Лидия Яновская. Ее дополняет и ей противостоит академическое литературоведение в изучении булгаковедения, представленное работами Мариэтты Чудаковой.